# La Víbora, Tlalixcoyan
La Víbora är en ort i Mexiko.   Den ligger i kommunen Tlalixcoyan och delstaten Veracruz, i den sydöstra delen av landet, 300 km öster om huvudstaden Mexico City. La Víbora ligger 35 meter över havet och antalet invånare är 442.
Terrängen runt La Víbora är platt. Runt La Víbora är det ganska glesbefolkat, med 43 invånare per kvadratkilometer. Närmaste större samhälle är Tlalixcoyan, 13,8 km söder om La Víbora. Trakten runt La Víbora består till största delen av jordbruksmark.